# Ornithocephalus falcatus
Ornithocephalus falcatus är en orkidéart som beskrevs av Wilhelm Olbers Focke. Ornithocephalus falcatus ingår i släktet Ornithocephalus och familjen orkidéer. Inga underarter finns listade i Catalogue of Life.